# Município de Cessna (condado de Hardin, Ohio)
Localização do Ohio nos E.U.A.
O município de Cessna (em inglês: Cessna Township) é um local localizado no condado de Hardin no estado estadounidense de Ohio. No ano 2010 tinha uma população de 494 habitantes e uma densidade populacional de 8,34 pessoas por km².

## Geografia
O município de Cessna encontra-se localizado nas coordenadas 40° 42′ 12″ N, 83° 42′ 15″ O. Segundo a Departamento do Censo dos Estados Unidos, o município tem uma superfície total de 59.21 km², da qual 59,21 km² correspondem a terra firme e (0 %) 0 km² é água.

## Demografia
Segundo o censo de 2010, tinha 494 pessoas residindo no município de Cessna. A densidade de população era de 8,34 hab./km².